# Schloss Ottengrün

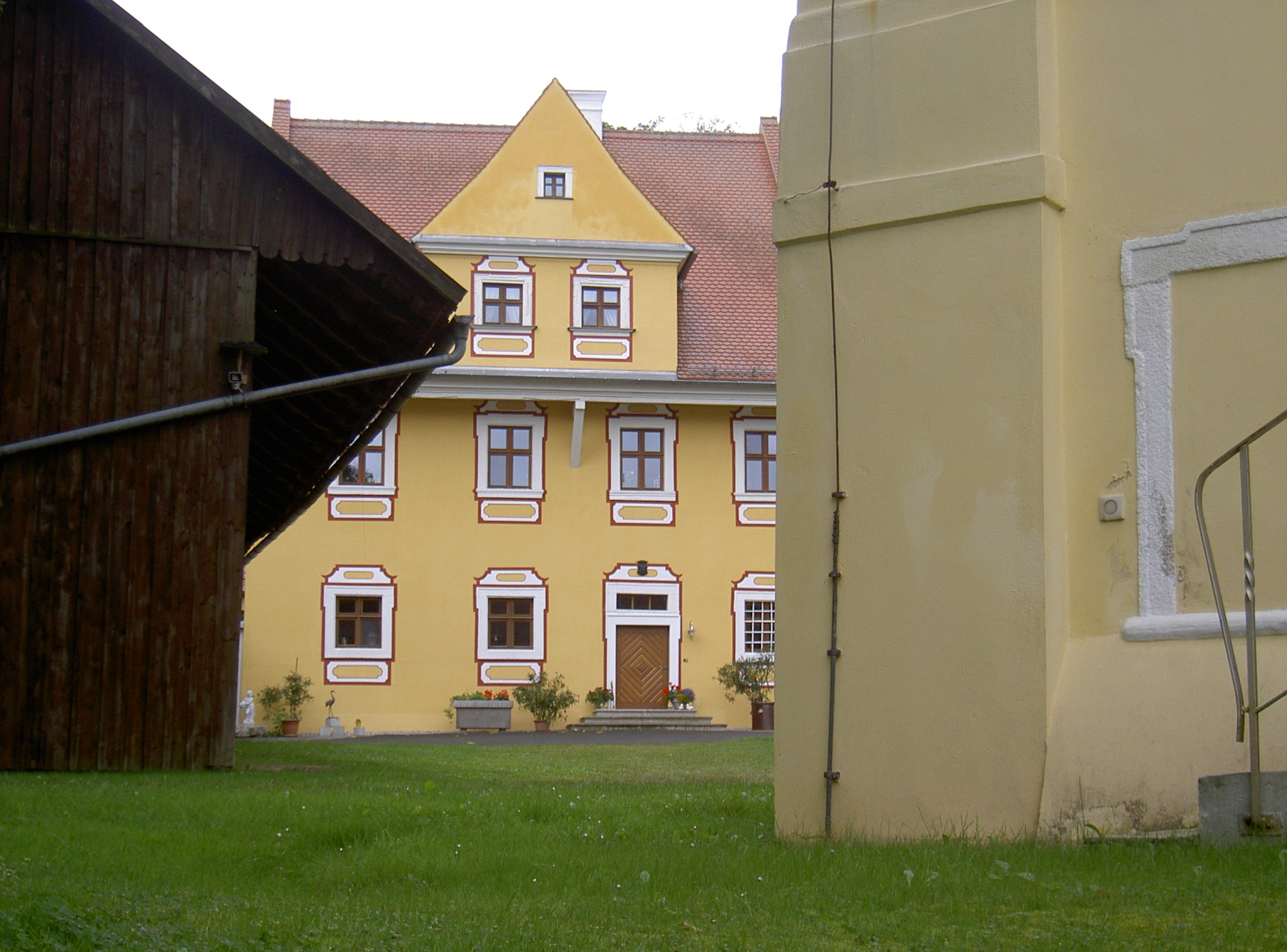
Schloss Ottengrün

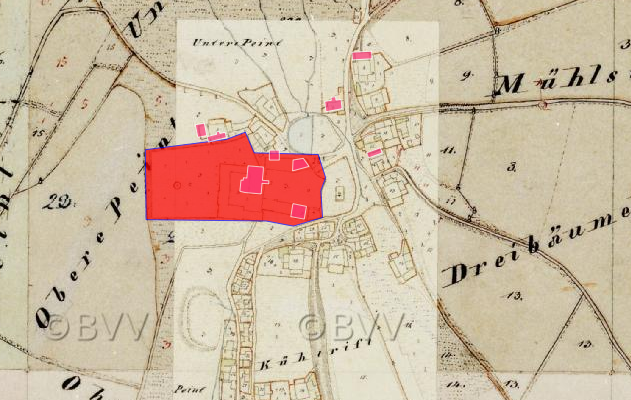
Lageplan von Schloss Ottengrün auf dem Urkataster von Bayern

Das denkmalgeschützte Schloss Ottengrün liegt in dem gleichnamigen Gemeindeteil Ottengrün des Oberpfälzer Marktes Bad Neualbenreuth im Landkreis Tirschenreuth (Ottengrün 3 und 3a). Die Anlage ist unter der Aktennummer D-3-77-142-51 als Baudenkmal verzeichnet. „Archäologische Befunde des Mittelalters und der frühen Neuzeit im Bereich des Schlosses von Ottengrün, darunter die Spuren von Vorgängerbauten bzw. älterer Bauphasen“ werden zudem als Bodendenkmal unter der Aktennummer D-3-6040-0056 geführt.

## Geschichte
Ottengrün scheint wie das Schloss Hardeck nach 1252 aus dem Besitz der Falkenberger an die Landgrafen von Leuchtenberg übergegangen zu sein. Der Ort wurde 1392 erstmals als „Ottengrunne“  und dann nochmals 1395 im Egerer Steuerbuch genannt. Das Lehen war vor 1350 an die Bärner und zwischen 1360 und 1460 an die Lamminger ausgegeben. Allerdings wird im Leuchtenberger Lehenbuch um 1400 ein „Fridrich Hekchlin“ als Lehensinhaber genannt. 1460 bis 1472 wurde Jörg Jur', ein Egerer Bürger, als „erber vester zu Ottengrün gesessen“ bezeichnet. Sein Nachfolger war der 1509 erwähnte Hans Jur zu Ottengrün. Seine Nachfolger waren Niklas Jur und mit Unterbrechungen Sebastian Jur von 1518 bis 1551. Dann wurde das Gut an seinen Vetter Christoph Elbogner von Unterschönfeld verkauft. Nach dessen Tod († 1581) waren dort Wolf und Wenzel Elbogener ansässig. Nach dem Tod des „Ventzel Elbogener zue Ottengrun“ († 1590) kam der Besitz an die Söhne des Wolf, Wolf Wilhelm, Hans Adam und Wolf Christoph. Nach einer Aufteilung des Gutes wurde es 1600 unter Wolf Christoph Elbogener wieder vereinigt. Nach dessen Tod († 1617) wurde es zuerst von Verwaltern betreut und kam 1628 an seinen Sohn. Dieser verkaufte es nach einem wirtschaftlichen Niedergang an Hans Ulrich von Burhus, Pfleger von Tirschenreuth († 1646). Danach kam es unter pfälzische Verwaltung und die Besitzer wechselten in schneller Reihenfolge: Peter von Bischera (1653–1654), Georg Otto von Ottengrün (1654–1657), Georg Christoph Daniel von Froschhammer (ab 1668), die Multz von Waldau (1688–1696) und Junker von Oberkonreuth. Letztere verkauften Ottengrün an die Stadt Eger und es wurde ein bürgerliches Gut. 1705 kam es wieder an die Juncker von Oberkunreuth, 1711 an die Weller von Molsdorf, 1716 an Werndl von Lehenstein und 1799 an Andreas Wohlrab. 1820 wurde es an Johannes Schmaus von Kitzingen verkauft, 1824 an Graf Berchem von Haimhausen, 1838 an Clemens von Schmaus und 1843 an die Glas.

## Baulichkeit von Schloss Ottengrün
Durch die vielen Verkäufe kam Ottengrün immer weiter herunter. Ursprünglich bestand das Schloss aus zwei Komplexen, einer Kernburg und einer vorgelagerten Vorburg. Diese Aufteilung war auf den Katasterplänen von 1846 noch gut zu erkennen.
Im östlichen Teil der Anlage befindet sich heute das sogenannte Herrenhaus (Kopfbau des Südflügels) aus dem 18. Jahrhundert. Dieser zweigeschossige und verputzte Massivbau besitzt ein hohes Satteldach, geohrte Faschen und einen Zwerchgiebel über einem vorkragenden Traufgesims und vier Fensterachsen. Angeschlossen ist ein Wohn- und Wirtschaftstrakt. Der Westflügel ist ein massiver Stadel mit einem Keller aus dem 19. Jahrhundert, ein eingeschossiger Massivbau mit Satteldach und einem traufseitigen, eingeschossigen Anbau. Der Nordflügel bestand aus drei Häusern, von denen das mittlere abgebrochen wurde. Das östliche Gebäude ist das sogenannte Verwalterhaus, ein zweigeschossiger, verputzter Massivbau mit hohem Mansarddach, einer einfachen Putzgliederung und mit Granitgewänden aus dem 18. bzw. 19. Jahrhundert ausgestattet (heute entkernt und sanierungsbedürftig). Zu dem Ensemble gehört eine Einfriedung, bestehend aus einer geböschten Hangmauer aus mittelalterlichem Bruchsteinmauerwerk und einer Einfahrt mit zapfenbekrönten Pfeilern.
Die zwischenzeitlich großteils sanierte Anlage (Herrenhaus, Verwalterhaus, Stadel, Schlossgarten mit Bachdurchlauf und Obstbäumen) wird zurzeit zum Verkauf angeboten.